# 青山邦夫
青山 邦夫（あおやま くにお、1943年 - ）は、日本の元裁判官。退官後は、名城大学法務研究科（法科大学院）教授、弁護士（愛知県弁護士会所属）。

## 経歴
- 富山県高岡市正徳寺住職の家に生まれる
- 富山県立高岡高等学校卒業
- 東京大学法学部卒業
- 東京大学大学院法学政治学研究科修士課程修了[1]
- 1969年 司法修習生（22期）
- - 1973年 福井地方裁判所、福井簡易裁判所
- 1973年 - 1975年 東京家庭裁判所、東京簡易裁判所
- 1975年 - 東京地方裁判所
- - 1979年 青森家庭裁判所判、青森地方裁判所判、弘前簡易裁判所
- 1979年 - 1980年 東京地方裁判所、東京簡易裁判所
- 1980年 - 東京地方裁判所
- - 1982年 水戸家庭裁判所、水戸地方裁判所
- 1982年 - 1986年 水戸家庭裁判所、水戸地方裁判所、下妻簡易裁判所
- 1986年 - 1990年 横浜地方裁判所、横浜簡易裁判所
- 1990年 - 1994年3月 岐阜地方裁判所、岐阜家庭裁判所
- 1994年4月 - 同年5月 名古屋高等裁判所
- 1994年6月 - 1999年 名古屋地方裁判所（部総括）
- 1999年 - 2001年 岐阜地方裁判所（部総括）、岐阜家庭裁判所
- 2001年 - 2003年 金沢地方裁判所（所長）
- 2003年 - 2008年 名古屋高等裁判所（部総括）
- 2008年3月31日 任期を2ヶ月残して依願退職
- 2008年4月 名城大学法務研究科（法科大学院）教授に就任

## 判決
航空自衛隊イラク派遣違憲訴訟
名古屋市民など1100人が航空自衛隊のイラク戦争後のイラク派遣について、「平和的生存権の侵害である」として国を訴えた訴訟。2008年4月17日の判決で青山（裁判長）は、判決においては原告の訴えを全て却下したうえで傍論において、「バグダッドはイラク復興支援特別措置法の『戦闘地域』に該当する」とし、「現代戦において輸送等の補給活動も戦闘行為の重要な要素だ」と述べ、空自の活動のうち「少なくとも多国籍軍の武装兵員を戦闘地域であるバグダッドに空輸するものは、他国による武力行使と一体化した行動で、自らも武力の行使を行ったとの評価を受けざるを得ない」「武力行使を禁じたイラク特措法に違反し、憲法9条に違反する活動を含んでいる」とした。
なお、訴訟そのものは「原告らの平和的生存権が侵害されたとまでは認められない」と述べ、1人1万円の支払いを求めた本案の損害賠償は認めなかった。また、訴えの利益を欠くなどとして、違憲確認や差止め請求はいずれも不適法な訴えだとして名古屋地裁判決を支持し、原告の控訴をいずれも棄却した。
原告は上告せず、また被告は勝訴であることから上告できず、確定した。なお、青山は依願退職しており、高田健一（裁判長）が代読した。
三菱重工業対韓国人強制労働訴訟
韓国人金性珠ら7人が二次世界大戦戦争中、三菱重工業の軍需工場で強制労働させられたとして、国と三菱重工に計2億4000万円の損害賠償と謝罪を求めた訴訟。2007年5月31日の判決で青山（裁判長）は「国家賠償法施行前だった」とする被告側の国家無答責の主張を認定せず「脅迫による強制連行や、賃金の未払い、外出の制限を伴う強制労働が三菱重工業と国の監督で行われた」として、国と三菱重工の不法行為責任を認定した。しかし、名古屋地裁判決と同様に「日韓請求権協定で、個人の財産、権利などに関する問題は解決された」ため原告は請求権を主張できないとして、原告敗訴とした。